# Neer (Limburg)
Neer (Limburgs: Naer) is een kerkdorp in het Nederlandse Midden-Limburg. Het maakt deel uit van de gemeente Leudal. Voor de gemeentelijke herindeling van 2007 behoorde het tot de toenmalige gemeente Roggel en Neer. Het dorp ligt aan de Maas, tussen Roermond en Venlo.

## Geschiedenis
In de Romeinse tijd, langs de heerbaan Maastricht-Nijmegen, ontstond de eerste vaste bewoning. De doorkruising van deze heerbaan met de Neerbeek, toen een rivier, is nog zichtbaar in het landschap. Het dorp zelf ontstond in de vroege Middeleeuwen. 
Omstreeks 1200 werd in de nabijheid van de huidige buurtschap Dries de abdij Keizerbosch gesticht, die tot 1797 heeft bestaan. De abdijkerk was begin 16e eeuw grafkapel van de Heren van het Land van Horn. Uiteindelijk kwam Neer in bezit van het Prinsbisdom Luik, waar het in 1677 een zelfstandige heerlijkheid werd.
In 1645 vond een grote brand plaats. In de loop van de 19e eeuw ontwikkelde Neer zich tot een echte dorpskern, met enige industrie langs de Neerbeek. Na de Tweede Wereldoorlog breidde het dorp zich in noordelijke richting uit met een woonwijk.

## Bezienswaardigheden

### Watermolens
- Friedesse Molen, op de Neerbeek

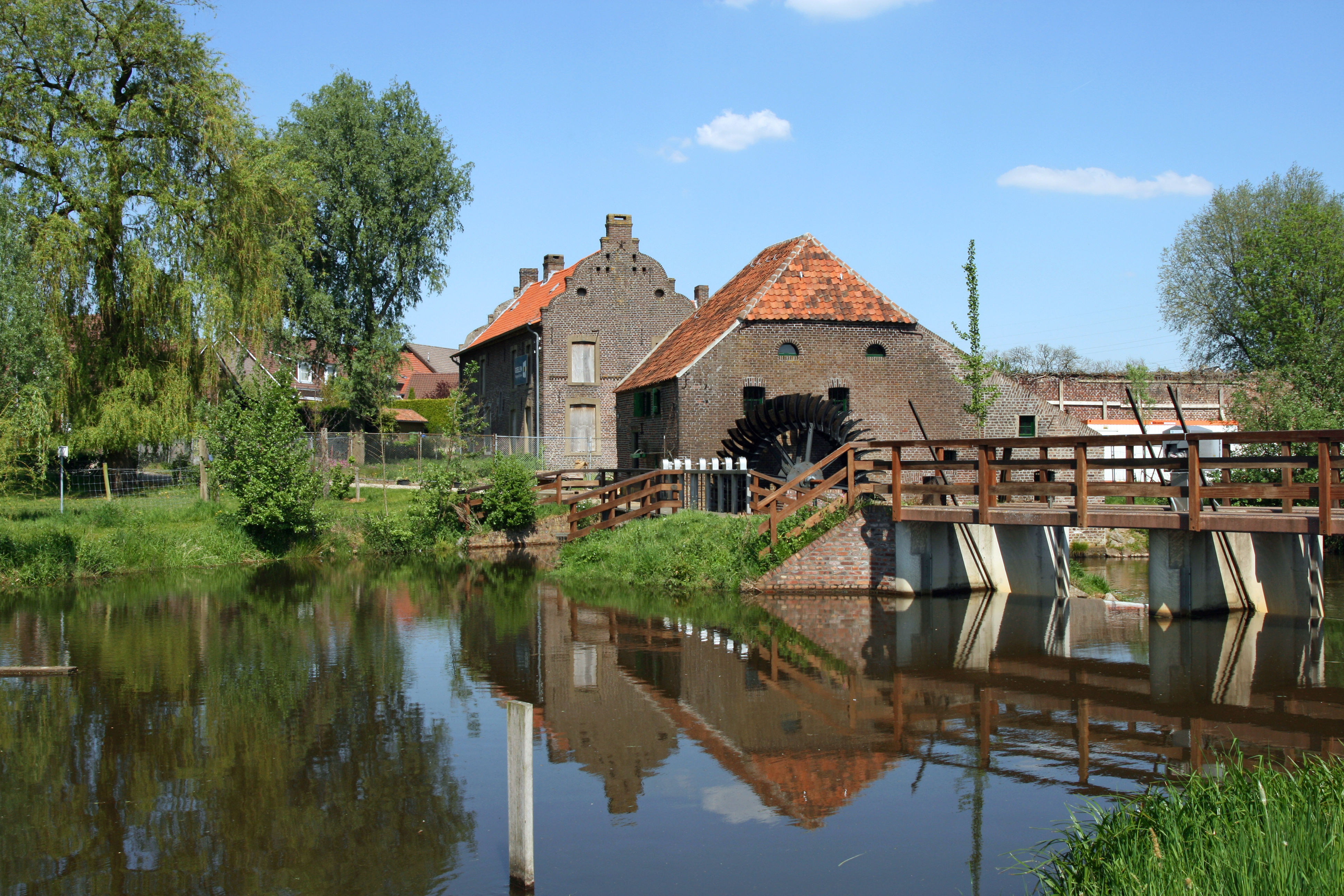
Friedesse Molen

- Hammermolen, aan Hammermolen 27, ook op de Neerbeek

### Kloosters
- Keizerbosch was een voormalig nonnenklooster dat tijdens de Franse tijd werd ontruimd. Het klooster werd afgebroken, waarna alleen het huis van de proost bleef staan. Later werd het een landgoed en vervolgens een boerderij
- Sint-Jozefklooster

### Kerk
De Sint-Martinuskerk is gebouwd in 1909 en werd in neogotische stijl ontworpen door architect Caspar Franssen. De 15e-eeuwse toren van de voorganger bleef behouden, maar is verhoogd bij de bouw van de huidige kerk. In deze kerk bevindt zich een marianum van omstreeks 1500.

### Schepenhuis

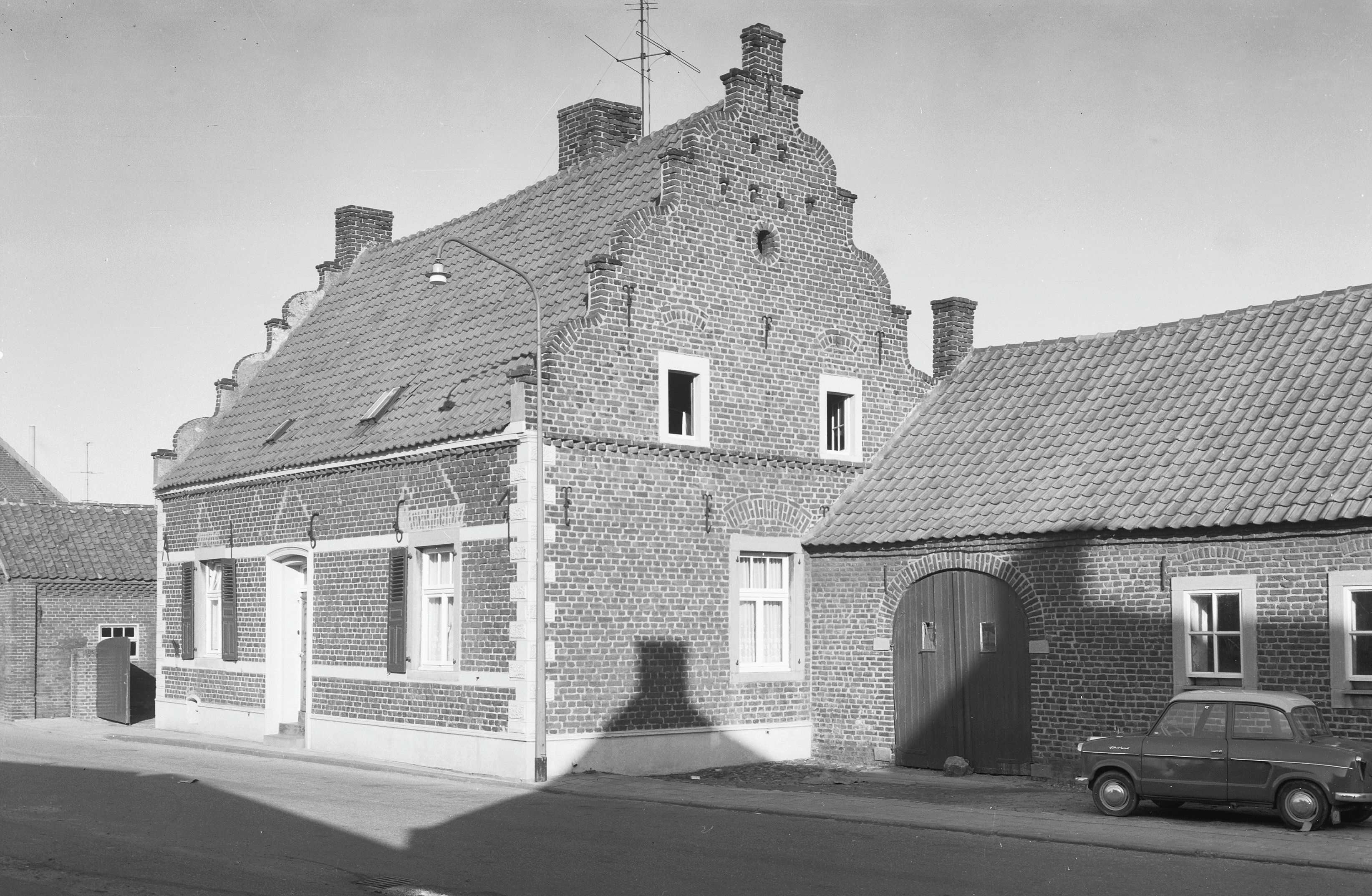
Schepenhuis

Het schepenhuis, aan Engelmanstraat 13, dateert van 1661. Kenmerkend is de gezwenkte topgevel.

### Kapellen
Neer heeft vier kapellen:
- Onze-Lieve-Vrouwe-in-het-Santkapel (witte kapel) aan Leudalweg 10, gebouwd in 1711 en gerestaureerd in 1928
- Sint-Antoniuskapel aan Rohrstraat
- Sint-Isodoruskapel op Gendijk
- Maria Magdalenakapel op Brumholt

### Kasteel
Aan de zuidkant van het dorp lag tot begin 18e eeuw het kasteel Ghoor, gebouwd 1370. Alleen resten van de kasteelboerderij en de kapel zijn behouden gebleven.

## Economie
De belangrijkste industrie van Neer is bierbrouwerij "Lindeboom", die binnen de bebouwde kom staat. Een deel van de gebouwen, waaronder de mouttoren stamt uit het einde van de 19e eeuw.

## Natuur en landschap
Neer ligt nabij de Maas, op een hoogte van ongeveer 26 meter. Ten noorden van Neer komt het Afwateringskanaal Meijel-Neer aan de Maas uit in de Maas, en ten zuiden van Neer vloeit de Neerbeek in de Maas, welke de afwatering van een aanzienlijk gebied ten westen van Neer verzorgt.
Ten zuidwesten van Neer ligt het grote natuurgebied Leudal. Enkele kilometers ten noordwesten van Neer ligt natuurgebied Brookberg, met daaraan in het westen grenzend het gebied Ophovense Zandberg.
Het overgrote deel van het grondgebied bestaat uit landbouwontginningsgebied met enkele bospercelen. Langs de Maas liggen nog enkele rivierduinen.

## Onderwijs
Er is één brede school in Neer. Deze heet 'De Hoepel' en huisvest KDV en BSO 'Tante Pollewop', PSZ 'Sjanulke' en basisschool 'De Kwir'.
Aanvankelijk had Neer twee basisscholen, deze zijn gefuseerd. De twee 'originele' basisscholen heetten de 'Heilig-Hartschool' en 'Het Kwirke'. De brede school is gebouwd op de plaats van de laatstgenoemde. Het gebouw van de 'Heilig-Hartschool' (uit 1937) is omgevormd tot schoolwoningen. De voorkant van het gebouw is onaangetast gebleven.

## Sport- en verenigingsleven
- Neer heeft twee schutterijen: 'St. Sebastianus' (Oude Schutten) en de 'Bussen Schutten'.
- Voetbalvereniging 'RKSVN', opgericht in 1940, komt uit in de vierde klasse D.
- Tennisvereniging 'LTV Neer'.
- Volleybalvereniging 'Accretos'.
- Jeugdvereniging Jong Nederland heeft als clubhuis 'Het Patronaat'.
- De carnavalsvereniging van Neer is Vastelaovesvereniging de Kwiebusse. Deze werd opgericht in 1875 heeft in tegenstelling tot de meeste carnavalsverenigingen een vorst in plaats van een prins.

## Leukste der provincie
In 2011 won Neer de titel voor Het leukste dorp van Limburg!

## Nabijgelegen kernen
Buggenum, Nunhem, Roggel, Kessel-Eik, Swalmen (over de Maas).
Dorpen: Baexem · Buggenum · Ell · Grathem · Haelen · Haler · Heibloem · Heythuysen · Horn · Hunsel · Ittervoort · Kelpen-Oler · Neer · Neeritter · Nunhem · Roggel

Buurtschappen: Aan de Bergen · Aan het Broek · Achter het Klooster · Asbroek · Beekkant · Berik · Blenkert · Brumholt · Caluna · Castert · De Horck · Dries · Eiland · Eind · Ellerhei · Gendijk · Geneijgen · Gerhegge · Haelense Broek · Hanssum · Heiakker · Heide (Heythuysen) · Heide (Roggel) · Heioord · Heugde · Hoek · Hollander · Hoogschans · Hoogstraat · De Horck · Kappert · Karreveld · Keizerbos · Kinkhoven · Laak · Maxet · Mortel · Nijken · Op de Bos · Ophoven · Overhaelen · Roligt · Santfort (deels) · Schaapsbrug · Schans (Ell) · Schans (Roggel) · Schillersheide · Smidstraat · Strubben · Uffelse · Venne · Vestjenshoek · Vlaas · Waije

Voormalige gemeenten: Haelen · Heythuysen · Hunsel · Roggel en Neer

Limburg: Steden en dorpen      Nederland: Provincies · Gemeenten